# Kibara
Kibara (francouzsky Monts Kibara) je pohoří v Katanze v jihovýchodní části Konžské demokratické republiky. Pohoří se táhne od severovýchodu k jihozápadu a má poměrně ploché temeno.
V geologické minulosti tvořila Kibara souvislou plošinu, která zahrnovala bloky pohoří Mulumbe, Mugila, Kundelungu a další. V současnosti jsou pohoří odděleny hlubokými údolími. Západně od Kibary leží údolí Upemba. Na jihozápadě je pohoří odděleno od pohoří Bia údolím řeky Lufira. Na jihovýchodě sousedí s pohořím Mulumbe.
Část pohoří je chráněna v národním parku Upemba.